# Oberliga Nord 1957/58
In 1957/58 werd het elfde kampioenschap gespeeld van de Oberliga Nord, een van de vijf hoogste klassen in het West-Duitse voetbal. Hamburger SV werd kampioen en Eintracht Braunschweig vicekampioen. Beide clubs plaatsten zich voor de eindronde om de Duitse landstitel. Eintracht Braunschweig werd derde in zijn groep, terwijl HSV groepswinnaar werd en zich plaatste voor de finale. Hierin was FC Schalke 04 echter te sterk voor de club.

## Eindstand
| Plaats | Club                   | Wed. | W  | G  | V  | Saldo | Ptn. |
| ------ | ---------------------- | ---- | -- | -- | -- | ----- | ---- |
| 1.     | Hamburger SV           | 30   | 20 | 3  | 7  | 78:35 | 43   |
| 2.     | Eintracht Braunschweig | 30   | 18 | 5  | 7  | 72:44 | 41   |
| 3.     | Altonaer FC 1893       | 30   | 14 | 7  | 9  | 49:44 | 35   |
| 4.     | VfL Osnabrück          | 30   | 14 | 5  | 11 | 51:41 | 33   |
| 5.     | TuS Bremerhaven 93     | 30   | 13 | 7  | 10 | 52:42 | 33   |
| 6.     | Concordia Hamburg      | 30   | 14 | 4  | 12 | 61:49 | 32   |
| 7.     | Werder Bremen          | 30   | 14 | 3  | 13 | 76:70 | 31   |
| 8.     | Holstein Kiel          | 30   | 11 | 8  | 11 | 48:46 | 30   |
| 9.     | FC St. Pauli           | 30   | 12 | 5  | 13 | 44:51 | 29   |
| 10.    | Hannover 96            | 30   | 11 | 5  | 14 | 47:46 | 27   |
| 11.    | VfL Wolfsburg          | 30   | 11 | 4  | 15 | 57:57 | 26   |
| 12.    | VfR Neumünster 1910    | 30   | 8  | 10 | 12 | 33:54 | 26   |
| 13.    | Eintracht Nordhorn     | 30   | 8  | 9  | 13 | 37:58 | 25   |
| 14.    | 1. FC Phönix Lübeck    | 30   | 10 | 5  | 15 | 37:64 | 25   |
| 15.    | VfB Lübeck             | 30   | 8  | 8  | 14 | 36:57 | 24   |
| 16.    | 1. SC Göttingen 05     | 30   | 8  | 4  | 18 | 47:67 | 20   |

|  | Kampioen, geplaatst voor nationale eindronde |
|  | Geplaatst voor nationale eindronde           |
|  | Degradatie                                   |

## Promotie-eindronde

### Kwalificatie Nedersaksen
De vicekampioenen van de twee Nedersaksische Amateuroberliga's speelden tegen elkaar voor een plaats in de eindronde. 
|               |               |       |           |                               |
| 27 april 1958 | VfB Oldenburg | 1 - 0 | VfB Peine | Günther-Volker-Stadion, Celle |
| 27 april 1958 |               |       |           | Günther-Volker-Stadion, Celle |

### Groep A
| Plaats | Club               | Wed. | Wa | G | V | Saldo | Ptn. |
| ------ | ------------------ | ---- | -- | - | - | ----- | ---- |
| 1.     | VfV Hildesheim     | 6    | 2  | 4 | 0 | 12:07 | 8    |
| 2.     | Heider SV          | 6    | 1  | 5 | 0 | 10:09 | 7    |
| 3.     | VfB Oldenburg      | 6    | 1  | 3 | 2 | 06:07 | 5    |
| 4.     | SC Union 03 Altona | 6    | 0  | 4 | 2 | 09:14 | 4    |

|  | Promotie naar Oberliga Nord 1958/59 |

### Groep B
| Plaats | Club                | Wed. | Wa | G | V | Saldo | Ptn. |
| ------ | ------------------- | ---- | -- | - | - | ----- | ---- |
| 1.     | ASV Bergedorf 85    | 6    | 4  | 1 | 1 | 16:14 | 9    |
| 2.     | Itzehoer SV         | 6    | 3  | 1 | 2 | 13:10 | 7    |
| 3.     | Bremer SV           | 6    | 1  | 2 | 3 | 09:11 | 4    |
| 4.     | SV Arminia Hannover | 6    | 2  | 0 | 4 | 10:13 | 4    |